# Skallerup (parochie, Hjørring)
Skallerup is een parochie van de Deense Volkskerk in de Deense gemeente Hjørring. De parochie maakt deel uit van het bisdom Aalborg en telt 475 kerkleden op een bevolking van 507 (2004).
Historisch was de parochie deel van de herred Vennebjerg. In 1970 werd Skallerup toegevoegd aan de neiwue gemeente Hjørring.
Bistrup · Børglum · Em · Hæstrup · Harritslev · Jelstrup · Løkken-Furreby · Lyngby · Mårup · Rakkeby · Rubjerg · Sankt Catharinæ · Sankt Hans · Sankt Olai · Sejlstrup · Skallerup · Tårs · Vejby · Vennebjerg · Vrå · Vrejlev · Vrensted